# Katonai ordinariátus (Szlovákia)
A katonai ordinariátust 2003. január 20-án hozták létre Szlovákia és a Szentszék közötti szerződés értelmében. Az ordinariátus egyházmegyei jogokkal rendelkezik és egész Szlovákia területén működik. 2003. március 1-jén kezdte meg működését. Az ordinariátus élén 2003. január 20-tól František Rábek áll. Székesegyháza, a Szent Sebestyén-székesegyház a Pozsonyhoz tartozó Récsén áll.
A katonai ordinariátus az egyházi szervezet különleges struktúrája. Ezeket II. János Pál pápa Spirituali militum curae kezdetű apostoli levele hirdette ki, mely 1986-ban került kiadásra. A kánonjog szerint a hívek nem kötelesek alárendelni magukat a katonai ordináriusoknak, hanem alárendelhetik magukat a civil egyházmegyéknek is. Az ordinariátus hatásköre nem terjed ki a más vallású hívekre sem. 